# Mühlenberg (Baruth/Mark)
Der Mühlenberg ist ein Wohnplatz der Stadt Baruth/Mark im Landkreis Teltow-Fläming im Land Brandenburg.
Der Mühlenberg liegt im Südwesten des Stadtzentrums und wird durch die Bundesstraße 115 in zwei Hälften geteilt. Diese führt aus dem Stadtzentrum kommend in südsüdwestlicher Richtung aus dem Ort. Im Westen und Osten grenzt der Baruther Ortsteil Paplitz an den Wohnplatz an.